# Jonáš Forejtek
Jonáš Forejtek (ur. 10 marca 2001 w Pilźnie) – czeski tenisista, reprezentant kraju w Pucharze Davisa.

## Kariera tenisowa
Startując w grze podwójnej juniorów, Jonáš Forejtek w 2019 roku zwyciężył w finałach Australian Open i Wimbledonu. W Australii w ostatnim meczu razem z Daliborem Svrčiną pokonali 7:6(5), 6:4 Cannona Kingsleya i Emilio Navę. W Wielkiej Brytanii wspólnie z Jiřím Lehečką zwyciężyli w meczu mistrzowskim z Liamem Draxlem i Govindem Nandą 7:5, 6:4. Czech ponadto triumfował w turnieju singlowym na US Open w 2019 roku, w finale pokonując Emilio Navę 6:7(4), 6:0, 6:2.
W grze podwójnej wygrał jeden turniej o randze ATP Challenger Tour.
Forejtek od 2019 roku reprezentuje Czechy w rozgrywkach Pucharu Davisa.
W rankingu gry pojedynczej najwyżej był na 217. miejscu (1 sierpnia 2022), a w klasyfikacji gry podwójnej na 302. pozycji (28 lutego 2022). 9 września 2019 awansował na pierwsze miejsce rankingu juniorskiego.

### Finały juniorskich turniejów wielkoszlemowych

#### Gra pojedyncza (1–0)
| Końcowy wynik | Nr | Data            | Turniej            | Nawierzchnia | Przeciwnik  | Wynik finału     |
| ------------- | -- | --------------- | ------------------ | ------------ | ----------- | ---------------- |
| Zwycięzca     | 1. | 8 września 2019 | US Open, Nowy Jork | Twarda       | Emilio Nava | 6:7(4), 6:0, 6:2 |

#### Gra podwójna (2–0)
| Końcowy wynik | Nr | Data             | Turniej                    | Nawierzchnia | Partner         | Przeciwnicy                 | Wynik finału |
| ------------- | -- | ---------------- | -------------------------- | ------------ | --------------- | --------------------------- | ------------ |
| Zwycięzca     | 1. | 25 stycznia 2019 | Australian Open, Melbourne | Twarda       | Dalibor Svrčina | Cannon Kingsley Emilio Nava | 7:6(5), 6:4  |
| Zwycięzca     | 2. | 14 lipca 2019    | Wimbledon, Londyn          | Trawiasta    | Jiří Lehečka    | Liam Draxl Govind Nanda     | 7:5, 6:4     |